# 佐藤麻奈
佐藤 麻奈（さとう まな、1987年5月20日 - ）は東京都出身の元ファッションモデル・女優。芸能活動時はブレンデンに所属していた。

## 人物
- 2000年10月の「第3回ニコラ読者モデルオーディション」で準グランプリを受賞し、同誌のニコモとしてデビュー。2004年3月30日の読者開放日イベント（東京ファッションタウン）で同級生ニコモ（小森裕佳、森田美穂、太田莉菜、美優）と揃ってニコラから卒業した。
- 特技はバスケットボール、ダンス。
- 芸能人女子フットサルチーム「TEAM SPAZIO」の元メンバーで、チームは既に解散している。
- 現在はクリエーター・デザイナーとして活動している。[1]

## 出演

### 映画
- ラフ ROUGH - 生徒役

### 雑誌
- ニコラ（元専属）
- non-no（集英社）
- ディズニーファン リセ（講談社）